# 佛田洋
佛田 洋（ぶつだ ひろし、1961年10月10日 - ）は、日本の特撮監督。株式会社特撮研究所代表。別名義は原田洋。
熊本県山鹿市出身。熊本大学教育学部附属中学校・熊本県立済々黌高等学校・九州大学工学部資源工学科卒業。

## 略歴
1984年に大学卒業後、幼馴染で熊本大学附属中学校の同級生でもある三池敏夫とともに上京し、特撮研究所に入社。『超電子バイオマン』で美術スタッフとして入り、大澤哲三に師事。その後、矢島信男に師事し、各種東映特撮テレビ番組の特撮パートの美術スタッフとして活動。1990年の『地球戦隊ファイブマン』で特撮監督デビュー。また、1990年代前半はスーパー戦隊シリーズの特撮監督と並行しながらメタルヒーローシリーズの特撮パート美術スタッフも続けていた。『忍者戦隊カクレンジャー』では本編の監督としてもデビューし、以降はスーパー戦隊シリーズの別班で時折演出を務めることがある。2002年の『仮面ライダー龍騎』からは仮面ライダーシリーズも手掛ける。
1997年の『北京原人 Who are you?』で日本アカデミー賞特殊映像技術賞受賞。1998年より特撮研究所代表に就任。
主に仮面ライダーシリーズやスーパー戦隊シリーズを多く手掛けているが、特撮以外の映画作品などにおいても特撮監督として活躍している。特に2000年の『恋身女子高生パティ』（河崎実監督）は、現役の一般向けヒーロー作品の特撮監督がアダルトビデオ作品を手掛けたということで話題になった。ただし、アダルト向けシーンを省いた一般向けバージョンもリリースされている。

## 人物・エピソード
- 小さい頃から怪獣ものを好み、三池敏夫らとともに中学時代からプラモデルや効果音作りに熱中した。矢島信男が特撮監督をしていた『秘密戦隊ゴレンジャー』も見ていた[5]。
- 若手時代は、特撮監督の矢島信男から敵側メカのアイデアを募集されたり、操演技師の鈴木昶と美術の仕掛けについて意見交換をするなどして経験を重ねていった[3]。佛田自身はこうした環境にいられたことを幸運であったと述べている[3]。その後、戦隊ロボの変形・合体が複雑化していったため、佛田がスタッフにわかりやすいよう絵コンテをリライトするようになり、それを矢島に気に入られて発進シーンなどの絵コンテを手伝い始め、『ファイブマン』での特撮監督としての起用へつながっていった[3]。
- 佛田は「特撮カットを引き受けすぎるな」という矢島の教えを心に留めており、スケジュールや予算が限られた中で技術的に難しい変形・合体や必殺技などに絞り込んだ映像づくりを心がけている[3]。そのため、『光戦隊マスクマン』から『星獣戦隊ギンガマン』までは特撮監督の矢島や佛田ではなく、アクション監督の竹田道弘がロボ戦を担当していた[3]。その後、デジタル技術の導入によって時間的余裕が生まれ、『救急戦隊ゴーゴーファイブ』からは再び特撮班がロボ戦を担当している[3]。デジタル導入後もCG一辺倒にはせず、作品の方向性などによってCGとミニチュア特撮を使い分けている[3]。
- 画面作りにおいては、カメラ前の電柱のような細かいディテールにこだわるよりも、小さい子供がパッと見でわかる派手なビジュアルとすることを心がけている[4]。

## 特撮監督

### テレビ（特撮監督）
- スーパー戦隊シリーズ（1990年 - ）
- メタルヒーローシリーズ（1997年 - 1998年）
- 仮面ライダーシリーズ（2002年 - ）
- スカイハイ（2003年）
- 美少女戦士セーラームーン（2003年 - 2004年）
- スカイハイ2（2004年）

### 映画（特撮監督）
- スーパー戦隊シリーズ（1993年 - ）
- 北京原人 Who are you?（1997年）
- あぶない刑事フォーエヴァー THE MOVIE（1998年）
- 長崎ぶらぶら節（2000年）
- 千年の恋 ひかる源氏物語（2001年）
- 仮面ライダーシリーズ（2002年 - ）
- T.R.Y.（2003年）
- 魔界転生（2003年）
- デビルマン（2004年）
- ローレライ（2005年）
- 男たちの大和/YAMATO（2005年）
- 俺は、君のためにこそ死ににいく（2007年）
- ハッピーフライト（2008年）
- 聯合艦隊司令長官 山本五十六 -太平洋戦争70年目の真実-（2011年）
- 宇宙刑事ギャバン THE MOVIE（2012年）
- WOOD JOB!〜神去なあなあ日常〜（2014年）
- 海難1890（2015年）
- 大怪獣のあとしまつ（2022年）

### オリジナルビデオ（特撮監督）
- ビーロボカブタック クリスマス大決戦!!
- テツワン探偵ロボタック&カブタック 不思議の国の大冒険
- スーパー戦隊Vシネマ

### インターネット配信ドラマ（特撮監督）
- dビデオスペシャル 仮面ライダー4号（2015年）
- 仮面戦隊ゴライダー（2017年）

### アダルトビデオ（特撮監督）
- 恋身女子校生パティ（2000年）※一般向けバージョンもあり

## 監督

### テレビ（監督）
- 忍者戦隊カクレンジャー（1994年 - 1995年）※本編監督デビュー作品
- 超力戦隊オーレンジャー（1995年 - 1996年）
- 救急戦隊ゴーゴーファイブ（1999年 - 2000年）
- 未来戦隊タイムレンジャー（2000年 - 2001年）
- 炎神戦隊ゴーオンジャー（2008年 - 2009年）
- 特命戦隊ゴーバスターズ（2012年 - 2013年）

### オリジナルビデオ（監督）
- ウルトラマンVS仮面ライダー（1993年）※ストーリーボードも担当
- 未来戦隊タイムレンジャーVSゴーゴーファイブ（2001年）

### 映画（監督）
- スーパー戦闘 純烈ジャー（2021年）[6]
  - スーパー戦闘 純烈ジャー 追い焚き☆御免（2022年）

### Webドラマ
- TTFCプレゼンツ スーパー戦闘純烈ジャースピンオフドラマ 純烈のラブ湯〜全国名湯巡り（2021年）

## その他の作品
- さくや妖怪伝（2000年） - 地割れアドバイザー
- 劇場版 仮面ライダーアギト PROJECT G4（2001年） - あかつき号特撮　※尾上克郎と共同
- 日本以外全部沈没（2006年） - 特撮監修
- ギララの逆襲/洞爺湖サミット危機一発（2008年） - 特撮アドバイザー
- シリーズ怪獣区 ギャラス（2019年） - スーパーバイザー[7]
- シン・ジャパン・ヒーローズ・ユニバース（2023年） - フィギュア「S.J.H.U.PROJECT シン・ユニバースロボ」PV絵コンテ・監督[8]

## その他
- 2005年10月16日にBS-iで放送された『超・人 永遠のジオラマ〜特撮監督/佛田洋』にて、佛田の特撮現場とその原点がドキュメントされた[9]。
- 2012年6月28日に中央公論新社より、佛田への長編インタビューを掲載した初の単行本『特撮仕事人 特撮監督 佛田洋の世界』 (ISBN 978-4-12-390342-4) が発売された。